# JCVD
JCVD es una película franco-belga luxemburguesa de comedia dramática de 2008. Es dirigida por Mabrouk El Mechri y protagonizada por Jean-Claude Van Damme. 
En la cinta Van Damme se interpreta a sí mismo, una estrella de acción en declive, cuya vida familiar y profesional se están desmoronando y al momento de ir a un banco en su ciudad natal de Bruselas, Bélgica se encuentra atrapado en medio de un robo.
La película se proyectó el 4 de junio de 2008 en Bélgica y Francia, en el Festival Internacional de Cine de Toronto y en el Festival Adelaide australiano, el 20 de febrero de 2009. Fue distribuido por Peace Arch Entertainment en Toronto y se estrenó en Nueva York y ciertas ciudades seleccionadas el 7 de noviembre de 2008.

## Argumento
La película trata de Jean-Claude Van Damme haciendo de sí mismo como un actor en una racha de mala suerte. Está mal de dinero, su agente no le encuentra una producción digna, y el juez del pleito por la custodia de su hija está dispuesto a dársela a su exesposa. Regresa a su casa de la infancia de Bruselas, la capital de Bélgica, donde todavía se considera un icono nacional. 
Cuando entra a una oficina de correos para recibir una transferencia bancaria, se encuentra en medio de una situación de rehenes. Debido a un error, la policía cree que Van Damme es responsable por el crimen. Como los acontecimientos se ven desde diferentes perspectivas, Van Damme se encuentra actuando como héroe para proteger a los rehenes, como un negociador y como el supuesto autor.

## Reparto
| Actor                 | Personaje                                 |
| --------------------- | ----------------------------------------- |
| Jean-Claude Van Damme | Él mismo                                  |
| François Damiens      | Bruges                                    |
| Zinedine Soualem      | El hombre con la gorra                    |
| Karim Belkhadra       | The Vigil                                 |
| Jean-François Wolff   | The Thirty                                |
| Anne Paulicevich      | The Teller                                |
| Saskia Flanders       | Hija de Van Damme                         |
| Dean Gregory          | Director de Tobey Wood                    |
| Kim Hermans           | El prisionero en traje de kickboxing      |
| Steve Preston         | Asistente de Van Damme                    |
| Paul Rockenbrod       | Tobey Wood                                |
| Alan Rossett          | Bernstein                                 |
| Jesse Joe Walsh       | Jeff                                      |
| Isabelle de Hertogh   | El administrador de la tienda de juguetes |

## Recepción
A pesar de no haber tenido éxito en la taquilla internacional, las críticas hacia JCVD han sido universalmente positivas. A partir del 3 de octubre del 2009, el sitio web global Rotten Tomatoes ha valorado la película en un 83%. Hasta la fecha, esta es una de las únicas tres películas de Van Damme considerada como “fresca” por el mencionado sitio web.
Los críticos de cine han reconocido las capacidades actorales de Van Damme en su lenguaje natal, el francés. El monólogo de Van Damme ha sido lo más elogiado de la cinta. La revista Time nombró la actuación de Van Damme en la película como la segunda mejor del año 2008 (después de The Joker de Heath Ledger en The Dark Knight) y afirma que Van Damme "no merece un cinturón negro, merece un premio Óscar".

## Premios
Premios Chlotrudis
| Año  | Categoría   | Persona               | Resultado |
| ---- | ----------- | --------------------- | --------- |
| 2008 | Mejor actor | Jean-Claude Van Damme | Candidato |

Asociación de Críticos de Cine de Toronto
| Año  | Categoría   | Persona               | Resultado |
| ---- | ----------- | --------------------- | --------- |
| 2008 | Mejor actor | Jean-Claude Van Damme | Candidato |

Festival de Cine de Cannes
| Año  | Categoría    | Persona           | Resultado |
| ---- | ------------ | ----------------- | --------- |
| 2008 | Palma de Oro | Mabrouk El Mechri | Candidato |